# Iridomyrmex reburrus
Iridomyrmex reburrus es una especie de hormiga del género Iridomyrmex, subfamilia Dolichoderinae. Fue descrita científicamente por Shattuck en 1993.
Se distribuye por Australia. Se ha encontrado a elevaciones de hasta 400 metros. Vive en microhábitats como nidos, montículos y en orillas de arroyos.